# Lari (monnaie)
Pour les articles homonymes, voir Lari.

Symbole du lari, adopté en 2014.

Le lari (en géorgien ლარი) est la monnaie nationale de la Géorgie. Il est divisé en 100 tetri.
Le mot lari en vieux géorgien signifie « trésor », tandis que le tetri était une unité monétaire géorgienne utilisée au XIIIe siècle. Le mot tetri (თეთრი) veut dire blanc et, donc, désignait les pièces en argent.
Les billets sont de 1, 2, 5, 10, 20, 50 et 100 lari et les pièces sont de 1, 2, 5, 10, 20 et 50 tetri, 1 et 2 lari.
Le lari a d'abord été émis sous forme de coupons en 1993 pour remplacer, à parité, le rouble russe. Cette forme du lari a cessé d'exister avec la fin de la période d'hyperinflation.
Le 2 octobre 1995, le gouvernement d'Edouard Chevardnadze remplaça le système des coupons par le lari, au taux de un million de coupons pour 1 lari. Depuis le cours est resté relativement stable.
Le taux de change officiel était de 2,42 GEL pour 1 EUR à l'automne 2010, de 2,02 GEL pour 1 EUR à l'été 2012, et de 3,25 GEL pour 1 EUR à l'été 2019. Puis 3.50 GEL en juillet 2020 et 4.05 GEL en avril 2021.

## Symbole
Un concours lancé en décembre 2013 visant à créer un symbole pour le lari abouti le 8 juillet 2014 à l'adoption du projet de Malkhaz Chvelidze. Le symbole ₾ est une stylisation de la lettre géorgienne ლ (L) et reprend la tradition de symboles monétaires barrés de deux lignes.

## Pièces
- 1 tetri : bordjgali (roue solaire à sept branches) au-dessus de l'arbre de vie à l'avers, vrille de vin et chiffre 1 au revers, acier inoxydable ;
- 2 tetris : bordjgali au-dessus de l'arbre de vie à l'avers, paon et chiffre 2 au revers, acier inoxydable ;
- 5 tetris : bordjgali au-dessus de l'arbre de vie à l'avers, lion et chiffre 5 au revers, acier inoxydable ;
- 10 tetris : bordjgali au-dessus de l'arbre de vie à l'avers, Saint Mamai chevauchant un lion et e nombre 10 au revers, acier inoxydable ;
- 20 tetris : bordjgali au-dessus de l'arbre de vie à l'avers, cerf et nombre 20 au revers, acier inoxydable ;
- 50 tetris : armoiries de Géorgie à l'avers, nombre 50 au revers, acier inoxydable ;
- 1 lari : armoiries de Géorgie à l'avers, chiffre 1 au revers, acier inoxydable ;
- 2 laris : armoiries de Géorgie à l'avers, chiffre 2 au revers, bicolore (centre doré et anneau extérieur argenté).

## Billets de banque

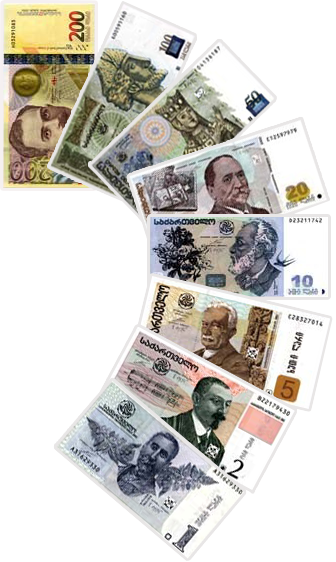
Ensemble de billets en lari géorgien.

- Billet de 1 lari : Niko Pirosmani, peintre géorgien de la fin du XIXe siècle et du début du XXe siècle ;
- Billet de 2 laris : Zakaria Paliachvili, compositeur ;
- Billet de 5 laris : l'historien Ivane Djavakhichvili ;
- Billet de 10 laris : le poète Akaki Tsereteli ;
- Billet de 20 laris : l'homme d'État et l'écrivain Ilia Tchavtchavadzé ;
- Billet de 50 laris : la Reine Tamar de Géorgie ; au verso une illustration du poème épique Le Chevalier à la peau de panthère.
- Billet de 100 laris : le poète Chota Roustavéli.
- Billet de 200 laris : l'aristocrate et le commandant militaire géorgien Kakoutsa Tcholokhachvili.